# Uta Abe
Uta Abe (en japonés: 阿部詩, Abe Uta; Kobe, 14 de julio de 2000) es una deportista japonesa que compite en judo.
Participó en dos Juegos Olímpicos de Verano, obteniendo tres medallas, dos en Tokio 2020, oro en la categoría de –52 kg y plata en el equipo mixto, y una de plata en París 2024, en el equipo mixto.
Ganó cinco medallas de oro en el Campeonato Mundial de Judo entre los años 2018 y 2025.

## Palmarés internacional
| Juegos Olímpicos   | Juegos Olímpicos     | Juegos Olímpicos | Juegos Olímpicos |
| Año                | Lugar                | Medalla          | Categoría        |
| ------------------ | -------------------- | ---------------- | ---------------- |
| 2020               | Tokio (Japón)        | Medalla de oro   | –52 kg           |
| 2020               | Tokio (Japón)        | Medalla de plata | Equipo mixto     |
| 2024               | París (Francia)      | Medalla de plata | Equipo mixto     |
| Campeonato Mundial |                      |                  |                  |
| Año                | Lugar                | Medalla          | Categoría        |
| 2018               | Bakú (Azerbaiyán)    | Medalla de oro   | –52 kg           |
| 2019               | Tokio (Japón)        | Medalla de oro   | –52 kg           |
| 2022               | Taskent (Uzbekistán) | Medalla de oro   | –52 kg           |
| 2023               | Doha (Catar)         | Medalla de oro   | –52 kg           |
| 2025               | Budapest (Hungría)   | Medalla de oro   | –52 kg           |